# بيني موزيو
بيني موزيو (بالإنجليزية: Benny Muziyo) (مواليد 8 نوفمبر 1992) هو ملاكم زامبي، مثّل بلاده في الألعاب الأولمبية الصيفية 2016.

## روابط خارجية
بيني موزيو على موقع أوليمبيديا (الإنجليزية)